# Some Type of Love
Albums de Charlie Puth
Ego
(2013) Nine Track Mind
(2016)
Singles
1. Marvin Gaye
Sortie : 10 février 2015
2. I Won't Tell A Soul
Sortie : 21 août 2015

Some Type of Love est le troisième EP du chanteur américain Charlie Puth, sorti le 1er mai 2015 sous Atlantic Records et Artist Partner Group. La chanson du même nom a été utilisée comme titre-phare de l'album.

## Liste des titres
| 14 titres | 14 titres                                | 14 titres                                              | 14 titres                                              | 14 titres | 14 titres | 14 titres | 14 titres | 14 titres | 14 titres |
| No        | Titre                                    | Paroles                                                | Musique                                                | Durée     |           |           |           |           |           |
| --------- | ---------------------------------------- | ------------------------------------------------------ | ------------------------------------------------------ | --------- | --------- | --------- | --------- | --------- | --------- |
| 1.        | I Won't Tell a Soul                      | Charlie Puth                                           | Charlie Puth                                           | 3:07      |           |           |           |           |           |
| 2.        | Marvin Gaye (en duo avec Meghan Trainor) | Jacob Luttrell, Charlie Puth, Julie Frost, Nick Seeley | Jacob Luttrell, Charlie Puth, Julie Frost, Nick Seeley | 3:07      |           |           |           |           |           |
| 3.        | Some Type Of Love                        | Charlie Puth, David Brook                              | Charlie Puth, David Brook                              | 3:05      |           |           |           |           |           |
| 4.        | Suffer                                   | Charlie Puth                                           | Charlie Puth                                           | 3:30      |           |           |           |           |           |
| 12:49     |                                          |                                                        |                                                        |           |           |           |           |           |           |

## Classement
| Classement                                      | Meilleure position |
| ----------------------------------------------- | ------------------ |
| Danemark (Danish Albums)                        | 40                 |
| États-Unis (Billboard 200)                      | 37                 |
| États-Unis (Top Heatseekers Albums) (Billboard) | 3                  |